# Sturepalatset

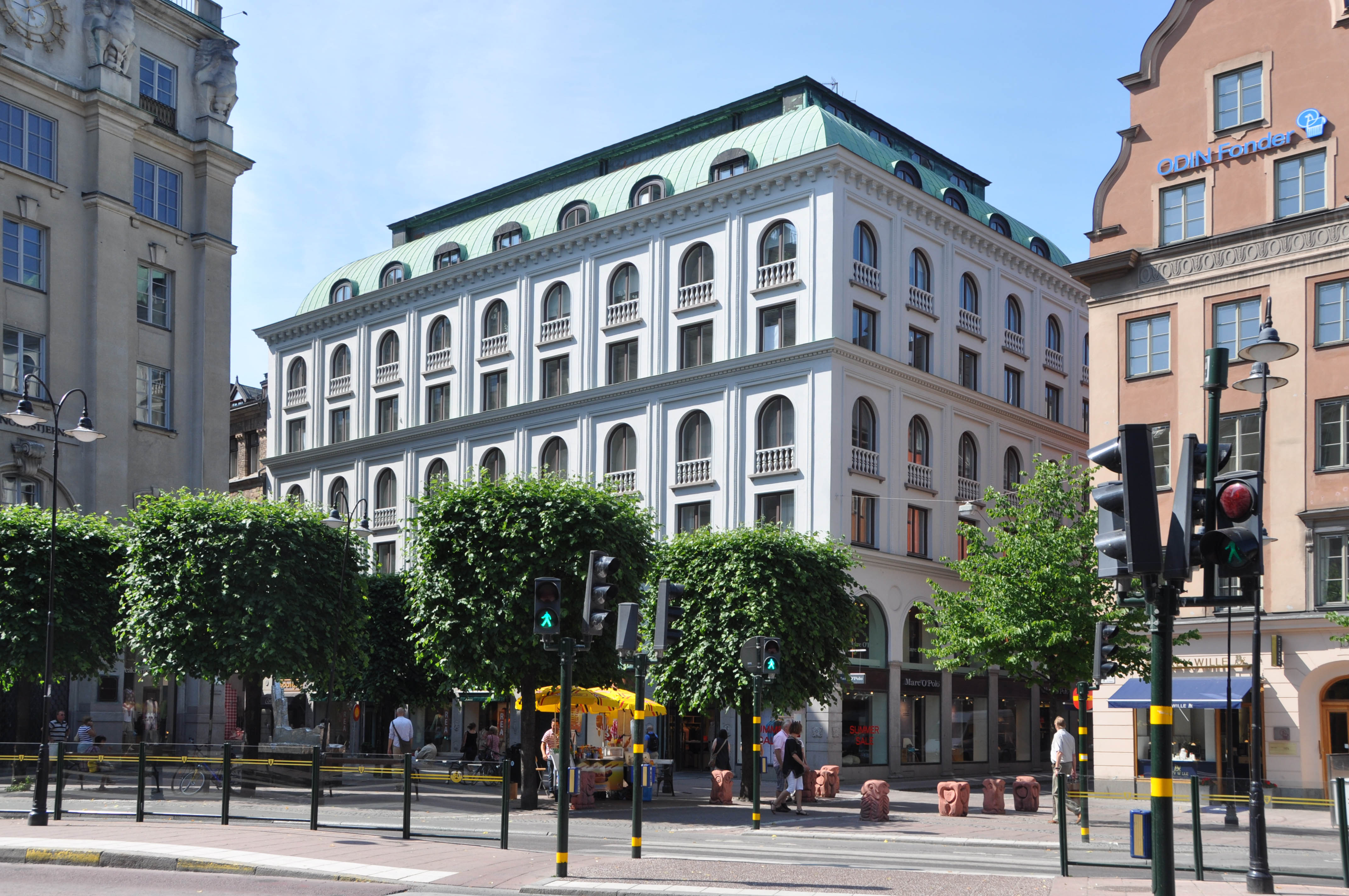
Sturepalatset sett från Stureplan.

Sturepalatset är byggnad en i hörnet av Biblioteksgatan och Lästmakargatan vid Stureplan i centrala Stockholm. 

## Historik
Arkitekten Cyrillus Johansson ritade kontorshuset som uppfördes 1924–1925 av murmästaren Johan Göransson. Byggnaden projekterades ursprungligen med fasadtegel, men putsades i terrasit i det slutliga utförandet. Den kraftiga volymen i det sex våningar höga huset försågs med stora fönsterarkader, våningsband och ett svängt koppartak. Bildhuggaren Aron Sandberg svarade för de reliefer som pryder bottenvåningens smala murpelare.
Byggnaden har grönklassats av Stockholms stadsmuseum och bedöms således vara "särskilt värdefull från historisk, kulturhistorisk, miljömässig eller konstnärlig synvinkel".

### Fotnoter
1. ↑  Renässans för bildhuggarkonsten önskas i Stockholm DN 2010-03-09[död länk]
2. ↑  RA Bebyggelseregistret Vildmannen 6